# Max Denker
Max Denker (* 25. April 1893 in Stuttgart; † 24. Januar 1956 ebenda) war ein deutscher Politiker der SPD.

## Leben und Beruf
Denker absolvierte die Lehre zum Feinmechaniker. Ab 1908 war er gewerkschaftlich tätig. Den erlernten Beruf übte er ab 1934 bei Bosch in Stuttgart aus, von 1943 bis 1945 bei den Siling-Werken, einer Tochter von Bosch im schlesischen Langenbielau.
Aus seiner Ehe mit Emma Pauline, geborene Stopper, ging ein Kind hervor.

## Politik
Seine politische Laufbahn begann Denker in der Sozialistischen Arbeiter-Jugend. 1911 trat er in die SPD ein. 1917 wurde er zweiter Vorsitzender der SPD in Ulm. 1924 erfolgte die Ernennung zum Parteisekretär der SPD für Württemberg-Hohenzollern. Im Zuge der Verfolgung der SPD durch die NS-Behörden wurde er im März 1933 aus diesem Amt entlassen und vom 20. März bis zum 23. April 1933 in sogenannte „Schutzhaft“ im KZ Heuberg genommen. Danach war er zunächst arbeitslos, ehe er einer unpolitischen Tätigkeit nachging.
Nach dem Krieg kehrte er in die Politik zurück: 1945 wurde er Parteisekretär der SPD in Stuttgart und im Landesverband Württemberg-Baden, diese Funktion hatte er auch nach der Länderfusion im neuen Landesverband Baden-Württemberg inne. Ferner war er Vorsitzender der Stuttgarter SPD und Mitglied im SPD-Parteiausschuss. 1946 gehörte er zunächst der Vorläufigen Volksvertretung, später der Verfassunggebenden Landesversammlung für Württemberg-Baden an. 1949 wurde er in den Rundfunkrat des Süddeutschen Rundfunks gewählt.